# In the Dark (TV-serie)
In the Dark är en amerikansk kriminal- och dramaserie från 2019. Serien är skapad av Corinne Kingsbury och Anna Fisher, som även medverkat i skrivande av manus. Första säsongen bestod av 13 avsnitt och hade premiär den 4 april 2019. Den fjärde och sista säsongen hade premiär den 6 juni 2022. Totalt bestod serien av 52 avsnitt.

## Handling
Serien kretsar kring Murphy Mason, en blind kvinna i 20-årsåldern med ett destruktivt leverne. När hennes bästa vän och polisen inte utreder fallet  tar hon saken i egna händer.

## Rollista i urval
- Perry Mattfeld - Murphy Mason
- Rich Sommer - Dean Riley
- Brooke Markham - Jess Damon
- Casey Deidrick - Max Parish
- Keston John - Darnell James
- Morgan Krantz - Felix Bell
- Thamela Mpumlwana - Tyson Parker
- Derek Webster - Hank Mason
- Kathleen York - Joy Mason
- Matt Murray - Gene Clemens
- Marianne Rendón - Leslie Bell